# Paul ten Bruggencate
Paul ten Bruggencate (24 de febrero de 1901 – 14 de septiembre de 1961) fue un astrónomo y astrofísico alemán, especializado en observaciones solares.

## Juventud y educación
Ten Bruggencate nació en Arosa, Suiza. Se educó en distintas escuelas de Suiza, los Países Bajos y Alemania. Más adelante estudió en la Universidad de Múnich e inició su doctorado con Hugo von Seeliger. Los problemas de salud de Seeliger hicieron que lo concluyera con Hans Kienle.
Graduado por la Universidad de Múnich, en 1924 se trasladó junto con Hans Kienle al Observatorio Universitario de Gotinga. Permaneció como ayudante en la Universidad de Gotinga hasta 1926, cuando viajó a Java. Allí trabajó con el astrónomo holandés Joan Voûte en el Observatorio Bosscha, cerca de Lembang, iniciando su cartografía de estrellas variables Cefeidas. Tras dos años en el Observatorio Bosscha,  visitó el Observatorio del Monte Wilson y el Observatorio Universitario de Harvard en los Estados Unidos. En 1929 se trasladó a la Universidad de Greifswald en el norte de Alemania, donde finalizó su habilitación con un trabajo sobre las estrellas variables Cefeidas en 1935, basado en las observaciones realizadas en Lembang.

## Carrera académica
Ten Bruggencate pasó a ser astrónomo jefe en el Observatorio de Potsdam en 1935. El instrumento más valioso en aquel tiempo en Potsdam era el telescopio solar en la Torre Einstein. Desde entonces, el Sol se convirtió en el principal objeto de sus investigaciones. En 1941, durante la Segunda Guerra Mundial, comenzó a dirigir el Observatorio Universitario de Gotinga. Para continuar sus estudios, impulsó la construcción de un nuevo telescopio solar en el Observatorio de Hainberg, al sureste de Gotinga. El interés del ejército en el efecto del Sol sobre las comunicaciones radiofónicas en onda corta hizo posible construir este observatorio durante la guerra, basándose en los extensos conocimientos sobre el tema de Ten Bruggencate.
La enemistad personal entre Ten Bruggencate y Karl-Otto Kiepenheuer, quien también había trabajado durante algún tiempo en el Observatorio Universitario de Gotinga, llevó a la división de las observaciones solares alemanas. Mientras que Kiepenheuer fundó el Instituto Fraunhofer (que no debe ser confundido con la posterior Sociedad Fraunhofer) y coordinó varios observatorios solares a través de Europa, Ten Bruggencate construyó su propio observatorio. Ambos grupos eran servidos y apoyados por los militares, contribuyendo a la previsión de las condiciones de comunicación en onda corta.
Tras la guerra se mantuvieron las observaciones. Ten Bruggencate estableció un segundo observatorio solar en Suiza, donde las condiciones meteorológicas eran más favorables que en Alemania. El Observatorio de Locarno se construyó a finales de la década de 1950. Ten Bruggencate presidió la Academia de Ciencias de Gotinga desde 1958 hasta 1961. También dirigió el Observatorio Universitario de Gotinga hasta su muerte en 1961.
El Observatorio de Locarno estuvo plenamente operativo poco después de su muerte. Se cerró en 1984, y el equipamiento se transfirió al Observatorio del Teide en Tenerife, España, instalación que también aloja los telescopios del Instituto Kiepenheuer de Física Solar.

## Eponimia
- El cráter lunar Ten Bruggencate lleva este nombre en su memoria.[7]

## Lecturas relacionadas
- Paul ten Bruggencate, "Astronomy, astrophysics and cosmogony", Office of Military Govt. for Germany, Field Information Agencies Technical, British, French, U.S., 1948.
- Empire of reason: exact sciences in Indonesia, 1840-1940. BRILL. 1989. pp. 73-74. ISBN 978-90-04-08984-6.